# Gynoplistia (Gynoplistia) glauca vexator
Gynoplistia (Gynoplistia) glauca vexator is een ondersoort van de tweevleugelige Gynoplistia (Gynoplistia) glauca uit de familie steltmuggen (Limoniidae). De ondersoort komt voor in het Australaziatisch gebied.